# Saratamata
Saratamata est une ville du Vanuatu, située sur l'île d'Ambae. C'est le chef-lieu de la province de Penama. 

## Situation
Saratamata est située à l’extrémité nord-est de l’île d’Ambae, sur la côte.

## Administration
Le Vanuatu est divisé en 6 provinces en 1994. Les îles de Maewo, Pentecôte et Ambae forment la province de Penama, dont Saratamata devient le chef-lieu.
Lors de l’éruption du Manaro Voui en 2017-2018, l’ensemble de la population d’Ambae est évacuée, et Saratamata est par conséquent désertée. Le chef-lieu de Penama est temporairement déplacé à Loltong, sur l’île de Pentecôte. En juin 2020, malgré les protestations de la plupart des chefs de Pentecôte, Saratamata redevient chef-lieu.